# O-47

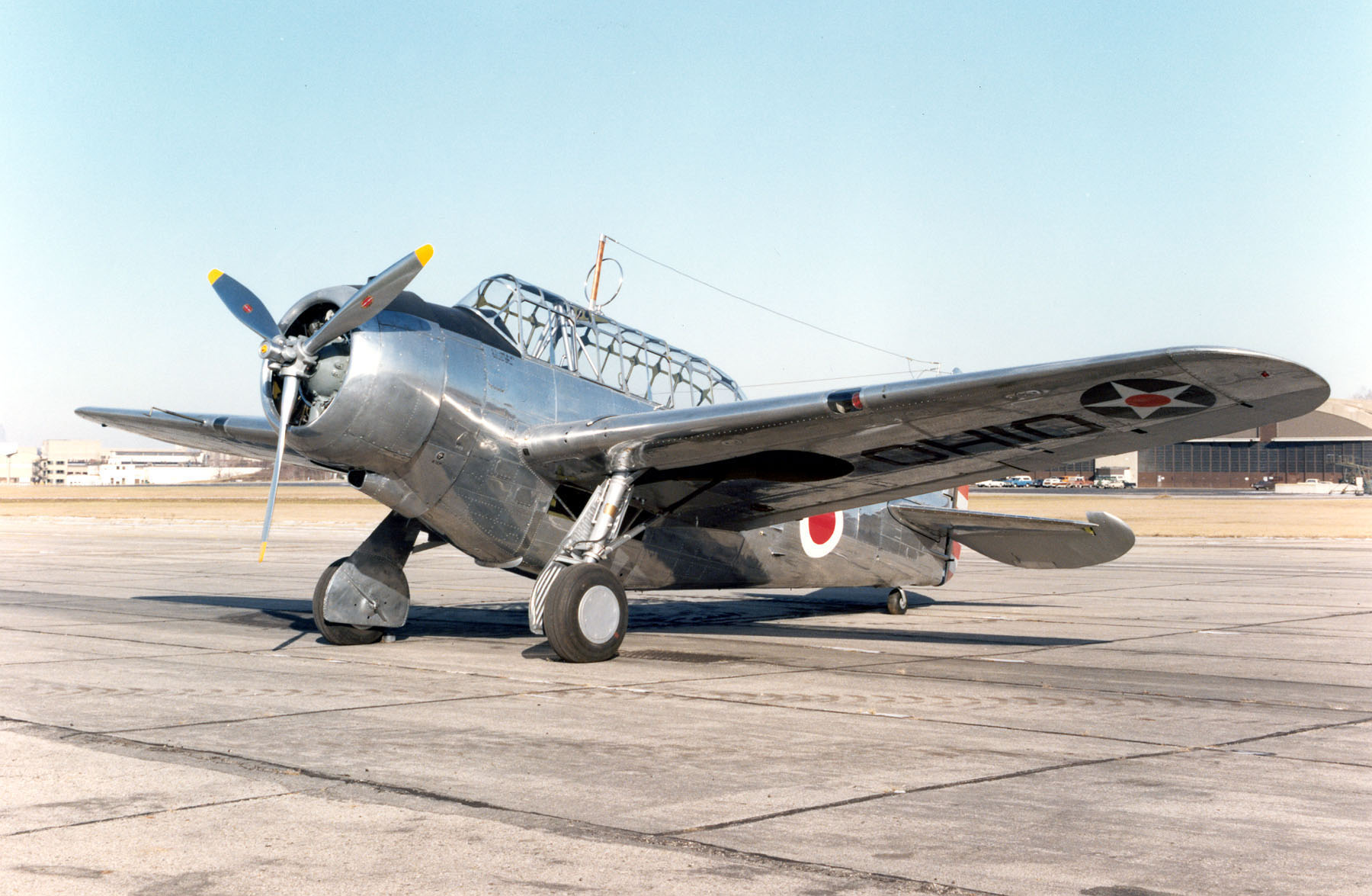
Avion North American O-47B

North American O-47 a fost un avion de observație folosit de Corpurile Aeriene a Armatei Statelor Unite.
Manevrele de antrenament în 1941 au demonstrat deficiențele avionului O-47. Avioanele ușoare dovedeau ca erau mai capabile să opereze cu trupele, în timp ce avioanele de vânătoare și bombardierele bimotoare evidențiau abilitatea mare de a realiza misiuni de recunoaștere și fotografiere. În cele din urmă, avioanele O-47 au fost folosite în Al Doilea Război Mondial în misiuni de nimerire a țintelor, patrulă de coastă și patrulă anti-submarin.